# Minni
Minni (nota inizialmente in Italia come Topolina o Minnie, in inglese Minnie Mouse) è un personaggio immaginario dei cartoni animati e dei fumetti Disney, creato da Walt Disney e Ub Iwerks nel 1928.
Eterna fidanzata di Topolino, il personaggio ha esordito nel cortometraggio animato L'aereo impazzito (Plane Crazy) ed è poi apparso in altri cortometraggi realizzati soprattutto dagli anni trenta agli anni quaranta e in migliaia di storie a fumetti realizzate in vari paesi del mondo.
In onore del suo 90º anniversario, il 22 gennaio 2018, ha ricevuto la sua stella sulla Hollywood Walk of Fame. È diventata il sesto personaggio Disney a ricevere questo onore, insieme a Topolino, Paperino, Winnie the Pooh, Trilli e Biancaneve.

## Genesi del personaggio
Minni viene creata da Walt Disney e Ub Iwerks nel 1928, contemporaneamente a Topolino, come compagna e spalla del topo nel cortometraggio animato muto L'aereo impazzito. 
Graficamente Minni venne disegnata identica a Topolino, del quale ricalca aspetto, dimensioni e proporzioni, con l'aggiunta di un paio di lunghe ciglia per evidenziarne la femminilità; come unico vestito indossava una gonna corta, sotto la quale si intravedevano un paio di mutandine di pizzo. Il personaggio, ancora senza nome, era ispirato allo stile delle flapper, le ragazze degli anni venti irriverenti nel vestire e decisamente fuori dagli schemi.

## Descrizione
Minni ha subito un'evoluzione grafica del suo aspetto nel corso degli anni, come tutti i personaggi Disney.
In Steamboat Willie (1928) venne fornita delle sue tipiche grandi scarpe con il tacco; negli anni trenta era caratterizzata da una gonna a pois e da un cappellino con un fiore; solo nel 1937, nella storia a fumetti Topolino sosia di Re Sorcio, compare il grande fiocco in testa e nei cartoni non lo sfoggerà prima di Festa a sorpresa per Topolino (1939). Dal 1939 gli occhi non sono più composti dalle sole pupille, come avviene per lo stesso Topolino e nel dopoguerra viene vestita anche nella parte superiore del corpo con l'iconico completo dalle maniche a palloncino, assumendo grosso modo quella che è la sua caratterizzazione definitiva. 
Fra gli anni quaranta e sessanta molti disegnatori le evidenziarono le labbra con il rossetto. Dagli anni ottanta in poi il suo abbigliamento è stato più volte modificato, per aggiornarlo alle mode del momento, anche se il fiocco in testa è sempre rimasto.
In passato il suo abito era solitamente di colore rosso (e di azzurro nei fumetti); dagli anni novanta in poi, soprattutto nelle illustrazioni, veste principalmente di rosa, spesso a pois.

## Biografia del personaggio
Nella storia Topolino e il mistero delle collane (The Gleam, 1942) realizzata da Floyd Gottfredson e Merrill De Maris, viene rivelato che il suo nome completo è Minerva Mouse, comunque usato raramente.
Nella storia Topolino e il bel gagà (Mr. Slicker and the Egg Robbers, 1930), la terza storia a fumetti in assoluto di Topolino, viene introdotta la famiglia di Minni. Compaiono i personaggi di suo padre Tognone (Marcus Mouse) e sua madre, della quale non venne fatto il nome, entrambi modesti agricoltori che lavorano duramente per pagare gli studi alla figlia, che vive in casa con loro; nella stessa storia compaiono fotografie dei suoi nonni Marshall Mouse e Matilda Mouse. Ha anche uno zio ricchissimo, Mortimer, di cui un giorno sarà ereditiera, apparso nella storia Topolino nella valle infernale (1930) e due nipotine, Millie e Melody, figlie di sua sorella Marissa (Mary), create nel 1964.
Da sempre fidanzata con Topolino (ma a volte corteggiata da Topesio e persino, nei primi tempi, da Pietro Gambadilegno), abita da sola a Topolinia in una villetta suburbana in legno con giardino, simile a quella degli altri personaggi. La sua migliore amica è Clarabella, più raramente si incontra con Paperina. Sporadicamente si è occupata di badare a Figaro e Cleo, il gattino e la pesciolina di Pinocchio e anche a Pluto.
Minni non ha un lavoro fisso: inizialmente casalinga, dedita alla cucina e al giardinaggio, nei decenni successivi, in linea con la modernizzazione dei personaggi Disney, si è sporadicamente dedicata a vari mestieri. Nella storia del 1941 Topolino agente di pubblicità, si fa assumere presso un'agenzia pubblicitaria e dagli anni cinquanta in poi sovente la vediamo nelle vesti di impiegata o a volte piccola imprenditrice; durante la seconda guerra mondiale ha anche fatto volontariato. 

## Nell'animazione

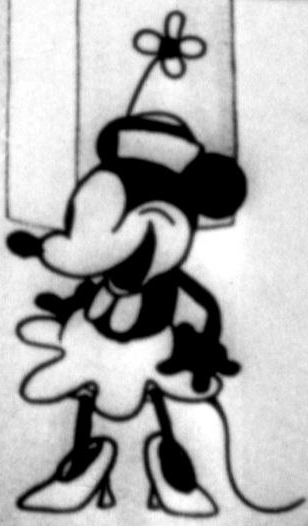
Minni in Steamboat Willie (1928)

Topolino e Minni debuttano insieme nel cortometraggio L'aereo impazzito, un cartone animato del maggio 1928 che li vede divertirsi su un aeroplano; nel secondo cortometraggio, Topolino gaucho, il terzo a essere distribuito nel 1928, Minni è una spavalda cameriera che balla il tango per Topolino gaucho e per Gambadilegno il fuorilegge, che tornerà a corteggiarla in diversi altri corti almeno fino a Topolino e i pirati (1934); quest'ultimo intende rapirla, ma Topolino la salva. Nel terzo corto, Steamboat Willie, il primo in assoluto a essere distribuito e considerato quindi il debutto ufficiale di Minni (e anche di Topolino), Gambadilegno è il capitano di un battello con Topolino come mozzo e Minni è la loro unica passeggera; il corto è un successo notevole e verranno prodotti altri dodici film con Topolino nel 1929, in sette dei quali Minni compare come co-protagonista: il primo del 1929 fu I due cavalieri di Minni (The Barn Dance), distribuito il 14 marzo con Minni di nuovo al centro delle attenzioni di Topolino e Gambadilegno; poi ricordiamo The Opry House, distribuito il 28 marzo, il primo corto di Topolino senza Minni (anche se compare su un manifesto come celebrità); Via il gatto, Topolino balla (When the Cat's Away), distribuito l'11 aprile, che mostrava Minni e Topolino insolitamente piccoli quanto i comuni topi (in alcune scene ad esempio ballavano sopra i tasti di un pianoforte); L'aratro di Topolino (The Plow Boy), distribuito il 9 maggio, in cui Minni è una contadina e chiede a Topolino di mungere la mucca Clarabella, ancora non antropomorfa e compare anche Orazio nei panni del cavallo di Topolino; infine, in Le follie di Topolino (Mickey's Follies, 26 giugno) Topolino dedica a Minni una canzone dal testo intriso di spensieratezza e sincere professioni amorose, il cosiddetto Minnie's Yoo-Hoo, che diventerà quasi subito la "sigla" fissa di apertura e chiusura dei cortometraggi di Topolino per gran parte del periodo d'oro del personaggio, quello dei corti in bianco e nero.
Il corto Topolino vince il bandito (The Cactus Kid, 11 aprile 1930) è l'ultimo con Topolino e Minni a essere animato da Ub Iwerks. In Il picnic di Topolino (14 novembre), Minni presenta al suo fidanzato il suo nuovo cagnolino Rover, molto simile al futuro Pluto.
Fino al 1933 Minni continua a essere protagonista di innumerevoli cortometraggi al fianco di Topolino, ma dal 1934 diventa improvvisamente un personaggio secondario, messa da parte a causa del successo di altri comprimari come Pippo, Paperino e Pluto, destino che presto toccherà del resto allo stesso Topolino; torna occasionalmente per svolgere il ruolo della fanciulla in pericolo o della fidanzata, come in L'eroico ammazzasette (1938) o in Il rivale di Topolino (1936) in cui viene per la prima volta corteggiata dallo sbruffone Topesio. Negli anni quaranta conosce un modesto recupero in alcuni cortometraggi insieme a Topolino, subendo un restyling (gli occhi acquistano le pupille) a opera dell'animatore Roger Moore, ma anche come padroncina di Pluto, Figaro e Cleo, il gattino nero e la pesciolina rossa di Pinocchio, in alcuni corti di Pluto; dopo un'ultima apparizione in Topolino e i folletti di Natale, il suo personaggio scompare dall'animazione per più di trenta anni.
Bisognerà attendere gli anni ottanta e il mediometraggio Canto di Natale di Topolino (Mickey's Christmas Carol, 1983) per rivedere Minni al cinema; ritorna, come protagonista, in televisione, nel 1988 nello speciale della NBC A tutto Minni. Nel 1995 riacquista il look anni '40 nel cortometraggio "horror" Topolino e il cervello in fuga, che segna la sua ultima apparizione al cinema; poi dal 1999 compare nella serie di cartoni animati per la televisione Mickey Mouse Works. Successivamente torna nella serie animata televisiva House of Mouse - Il Topoclub dal 2001 al 2004, nel lungometraggio Topolino, Paperino, Pippo: I tre moschettieri e in altri tre mediometraggi direct-to-video.
Ritorna nell'animazione televisiva nel 2013, riportata allo stile grafico degli anni trenta (con le sole pupille), nella atipica serie animata Topolino di Paul Rudish (2013-2019) e nella sua continuazione Il meraviglioso mondo di Topolino (2020).

## Nei fumetti

### Strisce giornaliere
Nel 1930 il distributore King Features Syndicate chiese a Disney e a Iwerks di realizzare una striscia a fumetti giornaliera dedicata a Topolino, che esordì il 13 gennaio 1930 sui alcuni quotidiani statunitensi. In questa prima storia Topolino nell'isola misteriosa (Mickey and Minnie Take to the Air), sceneggiata da Disney e disegnata da Iwerks, Minni fa il suo debutto nelle storie a fumetti decidendo di salire sull'aeroplano costruito dal suo fidanzato, salvo scendere dall'aeroplano in volo utilizzando le mutande come paracadute. Minni fa la sua seconda apparizione nella storia Topolino nella valle infernale, 1930, disegnata da Floyd Gottfredson in cui cerca insieme a Topolino la miniera di suo zio e viene rapita da Pietro Gambadilegno (alla sua prima apparizione nei fumetti) e l'avvocato Felice Lupo. In Topolino e il bel gagà, Minni riceve la corte del Signor Felice, una sorta di antesignano del futuro Topesio, che usando l'imbroglio mette economicamente in ginocchio la sua famiglia per convincerla a sposarlo, per la disperazione di Topolino, che addirittura tenta il suicidio salvo poi decidere di combattere. Nel 1932 Gottfredson decide di rendere meno comiche e più avventurose le storie a fumetti e, coadiuvato da altri sceneggiatori come Ted Osborne, coinvolge spesso Minni nelle complesse e pericolose avventure di Topolino ai quattro angoli del mondo, come Topolino e i pirati (1932), Topolino nel paese dei califfi (1934), Topolino sosia di Re Sorcio (1937-38), Topolino e il gorilla Spettro (1937) e Topolino e il boscaiolo (1941). Oltre a queste avventure di ampio respiro, il personaggio viene impiegato anche in avventure più quotidiane come Topolino e Piedidolci cavallo da corsa (1933), Topolino e l'illusionista (1941) con il nuovo corteggiatore imbroglione Bubbo Rodinì (anch'egli molto simile a Topesio). Nel 1943 la sceneggiatura delle strisce giornaliere di Topolino passa a Bill Walsh e Minni diventa con il passare degli anni una donna pettegola, gelosa e superficiale, limitata a sporadiche apparizioni e non più coinvolta nelle avventure del fidanzato ai confini della realtà; però, in gialli ricchi di tensione come Topolino contro Topolino (1953), si scopre essere comunque sempre profondamente innamorata del fidanzato e preoccupata per lui; recupererà comunque notevolmente il suo spazio nelle strisce quotidiane quando queste diventeranno autoconclusive, a partire dal 1955, ritraendo quindi Topolino nella sua quotidianità a Topolinia.

### Comic book
Dagli anni '40 ad oggi, Minni è apparsa in migliaia di storie a fumetti negli albi americani, brasiliani, danesi, italiani, ecc. ma raramente ha avuto parti di rilievo, venendo il più delle volte relegata al ruolo di comparsa o, tutt'al più, "fanciulla indifesa da salvare". Alla fine degli anni '80, però, sulle pagine di Topolino aumentano sensibilmente le storie che la vedono protagonista, seppur in ambientazioni casalinghe o comunque urbane e nel 1993 le viene dedicato persino un mensile "al femminile", Minni & Company, che durerà fino al 2001, per poi essere sostituito da Minni amica del cuore, fino al 2008; in questa testata, oltre alle storie di Minni comparivano anche molte vicende di Paperina, Clarabella e persino Nonna Papera. Recentemente, Minni è protagonista sul settimanale Topolino della serie Victorian Ladies, ma anche co-protagonista insieme a Pippo (senza Topolino) della fortunata serie Pippo Reporter nel ruolo di giornalista.

## Nei parchi a tema

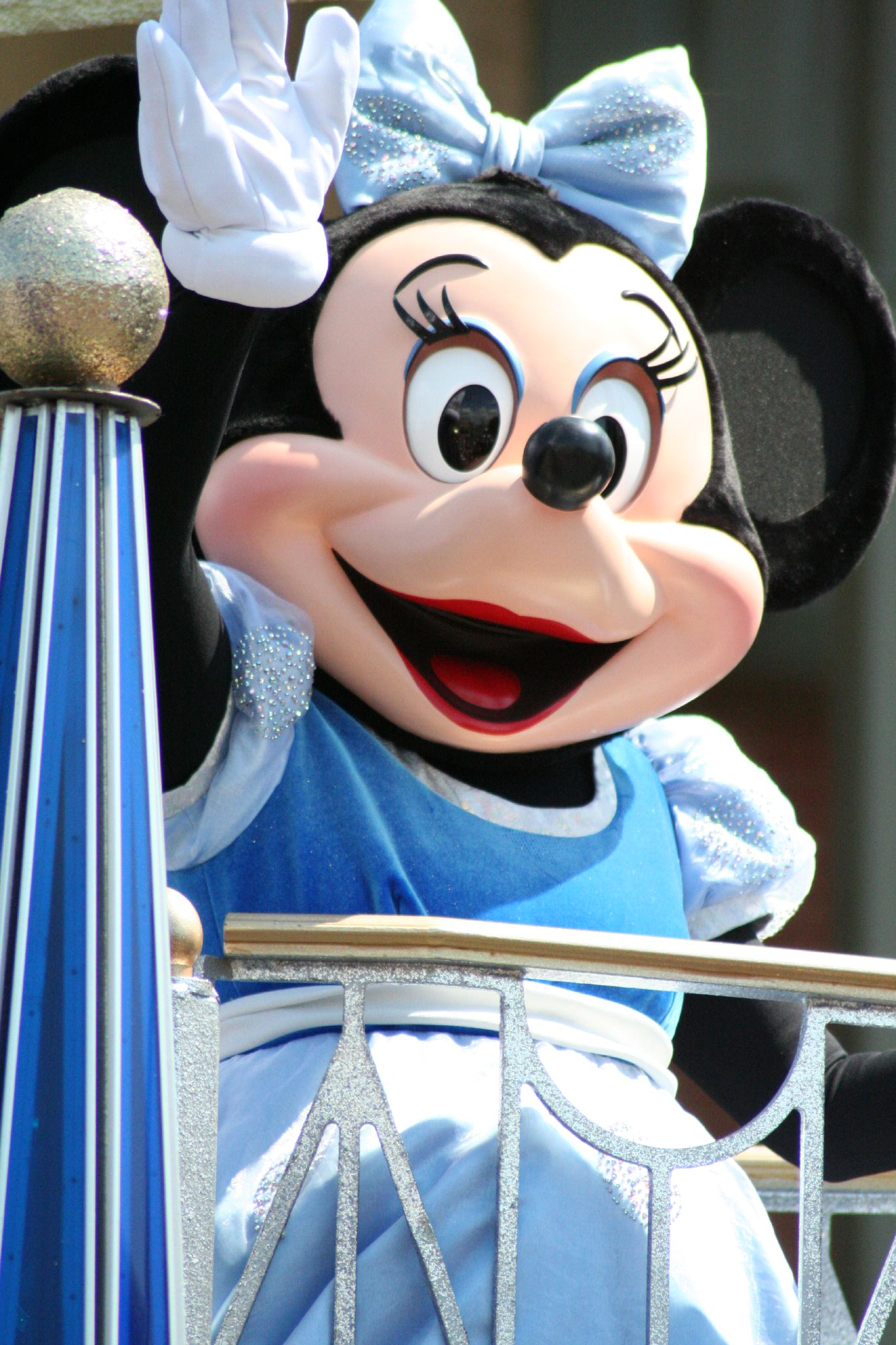
Minni al Magic Kingdom

Nel parco a tema Disneyland in California, al Magic Kingdom in Florida e a Disneyland a Tokyo in Giappone ci sono riproduzioni in scala reale della casa di Minni.

## Filmografia
Cortometraggi della serie Mickey Mouse, se non diversamente indicato

### Anni venti

#### 1928
- L'aereo impazzito (Plane Crazy)
- Topolino gaucho (The Galloping Gaucho)
- Steamboat Willie

#### 1929
- I due cavalieri di Minni (The Barn Dance)
- Via il gatto, Topolino balla (When the Cat's Away)
- L'aratro di Topolino (The Plow Boy)
- The Karnival Kid
- Le follie di Topolino (Mickey's Follies)
- Il treno di Topolino (Mickey's Choo-Choo)
- Topolino pianista (The Jazz Fool)
- Topolino tra le foche (Wild Waves)

### Anni trenta

#### 1930
- Topolino vince il bandito (The Cactus Kid)
- Topolino pompiere (The Fire Fighters)
- Topolino ballerino (The Shindig)
- Topolino e il gorilla (The Gorilla Mystery)
- Il picnic di Topolino (The Picnic)
- Topolino e i pellerossi (Pioneer Days)

#### 1931
- Il compleanno di Topolino (The Birthday Party)
- Topolino autista (Traffic Troubles)
- Il sabato inglese di Topolino (The Delivery Boy)
- Topolino in visita (Mickey Steps Out)
- Rhythm e blues (Blue Rhythm)
- Topolino impresario di radiofonia (The Barnyard Broadcast)
- Topolino salta il pranzo (The Beach Party)
- Topolino giardiniere (Mickey Cuts Up)
- Gli orfani di Topolino (Mickey's Orphans)

#### 1932
- The Grocery Boy
- Topolino campione olimpionico (Barnyard Olympics)
- La rivista di Topolino (Mickey's Revue)
- Musical Farmer
- Topolino in Arabia (Mickey in Arabia)
- L'incubo di Topolino (Mickey's Nightmare)
- Una festa scatenata (The Whoopee Party)
- Topolino campione di football (Touchdown Mickey)
- Canarino impertinente (The Wayward Canary)
- Il ragazzo del Klondike (The Klondike Kid)

#### 1933
- Topolino costruttore (Building a Building)
- Pluto, l'amico di Topolino (Mickey's Pal Pluto)
- La capanna dello zio Tom (Mickey's Mellerdrammer)
- Topolino menestrello (Ye Olden Days)
- Briganti del cielo (The Mail Pilot)
- Topolino e il pugile meccanico (Mickey's Mechanical Man)
- Serata di gala a Hollywood (Mickey's Gala Premier)
- Il primo amore (Puppy Love)
- Concorso ippico (The Steeple Chase)
- Kong-King (The Pet Store)

#### 1934
- Topolino e i pirati (Shanghaied)
- Topolino in vacanza (Camping Out)
- Mickey's Steam Roller
- Topolino nel Far West (Two-Gun Mickey)

#### 1935
- Pattinaggio (On Ice)

#### 1936
- Il rivale di Topolino (Mickey's Rival)

#### 1937
- Melodie hawayane (Hawaiian Holiday)

#### 1938
- Costruttori di barche (Boat Builders)
- L'eroico ammazzasette (Brave Little Tailor)

#### 1939
- Festa a sorpresa per Topolino (Mickey's Surprise Party)

### Anni quaranta
- Il piccolo tifone (The Little Whirlwind, 1941)
- I favolosi anni di fine secolo (The Nifty Nineties, 1941)
- La festa di compleanno di Topolino (Mickey's Birthday Party, 1942)
- Pronto soccorso (First Aiders, 1944) della serie di Pluto
- Il giorno del bagno (Bath Day, 1946) della serie di Figaro
- Figaro e Cleo (Figaro and Frankie, 1947) della serie di Figaro
- Topolino fa tardi - Topolino ritardatario (Mickey's Delayed Date, 1947)
- Pluto, Figaro e il maglione (Pluto's Sweater, 1949) della serie di Pluto

### Anni cinquanta
- Il nemico sotterraneo (Pluto and the Gopher, 1950) della serie di Pluto
- L'asso del velocipede (Crazy Over Daisy, 1950) cameo nella serie di Donald Duck
- Topolino e i folletti di Natale (Pluto's Christmas Tree, 1952)

### Anni ottanta
- Canto di Natale di Topolino (Mickey's Christmas Carol, 1983)
- A tutto Minni (Totally Minnie, 1988)

### Anni novanta
- Topolino e il cervello in fuga (Runaway Brain, 1995)
- Topolino e la magia del Natale (Mickey's Once Upon a Christmas, 1999)

### Anni duemila
- Il bianco Natale di Topolino - È festa in casa Disney (Mickey's Magical Christmas: Snowed in at the House of Mouse, 2001)
- Topolino & i cattivi Disney (Mickey's House of Villains, 2002)
- Topolino, Paperino, Pippo: I tre moschettieri (Mickey, Donald, Goofy: The Three Musketeers, 2004)
- Topolino strepitoso Natale! (Mickey's Twice Upon a Christmas, 2004)

## Altri media

### Videogiochi
- Kingdom Hearts: appare come la regina del castello Disney, con Topolino che interpreta il Re suo marito. Dopo aver letto una lettera dello scomparso Re Topolino, manda Paperino e Pippo in missione per trovare Topolino e il custode del Keyblade. Nel secondo gioco della serie, Kingdom Hearts II, c'è una missione in cui i personaggi principali devono viaggiare attraverso il Castello Disney come guardie del corpo di Minni. Durante questo periodo, Minni mostra abilità di maga, facendo un incantesimo contro un Heartless che attacca.
- Disney Crossy Road